# トリクロホス
トリクロホス（英：Triclofos）は、不眠症の治療に稀に使用される鎮静薬である。
トリクロホスはプロドラッグであり、肝臓で代謝されて活性薬物のトリクロロエタノールになる。トリクロホスの半減期はかなり長く、翌日に眠気を引き起こすことがある。トリクロロエタノールは肝障害を引き起こす可能性があり、トリクロホスは長期間使用すべきではない。
トリクロホスはアメリカ合衆国ではもはや利用できない。

## 副作用
副作用には以下のようなものがある： 
- 頭痛
- 皮疹
- めまい
- 屁
- 混乱
- 悪夢
- 身体的依存
- 下痢
- 便秘
- 吐き気
- 嘔吐
- 腹痛
- 失調